# Scripps Center
Le Scripps Center est un gratte-ciel de 143 mètres de hauteur construit à Cincinnati dans l'Ohio aux États-Unis en 1990 dans un style post-moderne. 
Le bâtiment est desservi par 15 ascenseurs.
L'immeuble a été conçu par les cabinets d'architecte Glaser and Myers, Hoover & Furr Architects et Space Design International